# 夏銘記麵家
夏銘記麵家（英語：Ha Ming Kee Noodle Shop），簡稱夏銘記，香港著名老字號食肆，位於佐敦白加士街5號地舖。1983年由夏藩銘、陳素卿夫婦創辦，專營售賣自製人手魚蛋、魚片、魚皮雲吞、炸魚皮、腐皮卷，以及辣椒油。2023年設立旗下兩個新品牌，包括梧桐館及錦汶館。

## 歷史和特色
1968年，夏藩銘夫婦頂了位於黃大仙警署對面的「榕江號」麵檔，把家裏當成工場，打墨魚丸、豬肉丸，也做齋菜如素雞素鴨，然後把貨搬到麵檔。翌年，他們搬到九龍城寨，繼續在家做墨魚丸，主要批發賣予潮州酒家食肆。
1983年，夏太太頂下一家位於何文田勝利道的麵店，成立「夏銘記麵家」。由於所有魚類產品都是每天新鮮運作，以至少三種魚起肉打漿（軟漿、中漿、硬漿）製作，漸有名氣，不少街坊、名人、外國人等也來品嚐，著名食客包括陳寶珠、蔡瀾、杜琪峰等。
2005年，何文田店舖業主售出物業，新業主大幅加租，夏銘記遷至油麻地新填地街作工場，在駿發花園另租地鋪作門巿。同年，於大角咀福利街開「夏銘記粥麵館」經營茶餐廳，由第二代打理，招牌魚片魚蛋由油麻地工場供應，後由於經營困難而結束。
2015年，夏藩銘妻子兩年前身體抱恙，常進出醫院，家人不忍讓她繼續操勞，加上夏藩銘年紀漸大，故6月決定麵店9月15日結業。夏藩銘自知做這行辛苦，不放心店舖交由兩個兒子接手經營。麵店結業前，食客不忘光顧「最後晚餐」。
隨麵店結業後，逢周五至周日營業的製魚蛋工場亦於2017年2月19日租約期滿悄悄結業，夏藩銘全面退休。
2018年1月17日，夏銘記麵家在西營盤德輔道西地舖復業，食店附設工場，由夏藩銘的長子Roger打理。